# Henner Henkel
Heinrich Ernst Otto «Henner» Henkel (Poznań, Regne de Prússia, Imperi Alemany, 9 d'octubre de 1915 − Vorónej, URSS, 13 de gener de 1943) fou un jugador de tennis amateur alemany.
Fou el segon tennista alemany en guanyar un títol de Grand Slam després de Gottfried von Cramm, i junts van guanyar dos títols de Grand Slam de dobles.
Va formar part de l'equip alemany de la Copa Davis, tenint especial èxit en dobles fent parella amb von Cramm, Georg von Metaxa i Roderich Menzel. L'equip va disputar quatre finals interzonals de la Copa Davis consecutives entre els anys 1935 i 1938, però no van aconseguir imposar-se en cap d'aquestes per accedir a la final.

## Biografia
Fill de Ferdinand i Margarete Henkel, la seva família es va traslladar a Erfurt l'any 1919, en finalitzar la Primera Guerra Mundial. Va entrar el club Sportclub Erfurt amb el seu germà gran Ferdinand, on van aprendre a jugar a tennis. L'any 1927 es van traslladar a Berlín per motius laborals del seu pare.
Va formar part de l'exèrcit d'Alemanya nazi en la Segona Guerra Mundial. En la batalla de Stalingrad va rebre un tret a la cuixa, i va morir el 13 de gener de 1943 a Vorónej durant la guerra.
En el seu honor, el campionat alemany júnior d'equips es va anomenar "Große Henner Henkel-Spiele" des de 1950, i la ciutat d'Erfurt va crear el torneig "Henner-Henkel-Gedächtnisturnier" l'any 1963.

## Torneigs de Grand Slam

### Individual: 1 (1−0)
| Resultat  | Núm. | Any  | Campionat                | Oponent      | Marcador      |
| --------- | ---- | ---- | ------------------------ | ------------ | ------------- |
| Guanyador | 1.   | 1937 | Internationaux de France | Bunny Austin | 6−1, 6−4, 6−3 |

### Dobles masculins: 4 (2−2)
| Resultat  | Núm. | Any  | Campionat                   | Parella             | Oponents                        | Marcador           |
| --------- | ---- | ---- | --------------------------- | ------------------- | ------------------------------- | ------------------ |
| Guanyador | 1.   | 1937 | Internationaux de France    | Gottfried von Cramm | Vernon Kirby Norman Farquharson | 6−4, 7−5, 3−6, 6−1 |
| Guanyador | 2.   | 1937 | U.S. National Championships | Gottfried von Cramm | Don Budge Gene Mako             | 6−4, 7−5, 6−4      |
| Finalista | 1.   | 1938 | Australian Championships    | Gottfried von Cramm | John Bromwich Adrian Quist      | 5−7, 4−6, 0−6      |
| Finalista | 2.   | 1938 | Wimbledon                   | Georg von Metaxa    | Don Budge Gene Mako             | 4−6, 6−3, 3−6, 6−8 |

### Dobles mixts: 1 (0−1)
| Resultat  | Núm. | Any  | Campionat | Parella       | Oponents               | Marcador |
| --------- | ---- | ---- | --------- | ------------- | ---------------------- | -------- |
| Finalista | 1.   | 1938 | Wimbledon | Sarah Palfrey | Alice Marble Don Budge | 1−6, 4−6 |